# Học viện Chính sách và Phát triển
Học viện Chính sách và Phát triển (tiếng Anh: Academy of Policy and Development - APD) là trường đại học công lập trong hệ thống giáo dục quốc dân trực thuộc Bộ Tài chính
Học viện có trụ sở tại xã An Thượng, huyện Hoài Đức, Hà Nội và phân viện tại tỉnh Bắc Ninh. 

## Lịch sử
Học viện Chính sách và Phát triển được thành lập theo Quyết định số 10/QĐ-TTg ngày 4 tháng 1 năm 2008 của Thủ tướng Chính phủ, là học viện công lập thuộc hệ thống giáo dục quốc dân. Về tổ chức, Học viện trực thuộc Bộ Kế hoạch và Đầu tư - cơ quan của Chính phủ Việt Nam, thực hiện chức năng quản lý nhà nước về kế hoạch, đầu tư phát triển và thống kê, bao gồm: tham mưu tổng hợp về chiến lược, kế hoạch phát triển kinh tế - xã hội của cả nước; quy hoạch phát triển, cơ chế, chính sách quản lý kinh tế chung và một số lĩnh vực cụ thể; đầu tư trong nước, đầu tư của nước ngoài vào Việt Nam và đầu tư của Việt Nam ra nước ngoài; khu kinh tế (bao gồm cả khu công nghiệp, khu kinh tế cửa khẩu, khu công nghệ cao và các loại hình khu kinh tế khác); quản lý nguồn hỗ trợ phát triển chính thức và viện trợ chi phí chính phủ nước ngoài; đấu thầu; thành lập, phát triển doanh nghiệp và khu vực kinh tế tập thể, hợp tác xã; thống kê; quản lý nhà nước các dịch vụ công trong các ngành, lĩnh vực thuộc phạm vi quản lý của Bộ theo quy định của pháp luật. Là cơ sở đào tạo trong lĩnh vực chính sách phát triển, kinh tế và quản lý, Học viện Chính sách và Phát triển định hướng trở thành trường đại học có uy tín trong hệ thống giáo dục quốc dân về đào tạo, nghiên cứu khoa học, tư vấn và phản biện chính sách vĩ mô. Học viện đã được công nhận đạt tiêu chuẩn chất lượng giáo dục của Bộ Giáo dục và Đào tạo với 03 ngành đào tạo đại học đạt chuẩn kiểm định chất lượng. Đội ngũ cán bộ, giảng viên cơ hữu của Học viện bao gồm Nhà giáo ưu tú, các Phó Giáo sư, Tiến sỹ, Thạc sỹ được đào tạo tại các trường Đại học uy tín ở Việt Nam và nước ngoài. Để nâng cao tính thực tiễn trong đào tạo, Học viện đã mời các chuyên gia từ các Cơ quan quản lý Nhà nước, Viện nghiên cứu, các doanh nghiệp, giảng viên từ các Trường đại học danh tiếng trong và ngoài nước tham gia giảng dạy. Bên cạnh đó, cơ sơ vật chất phục vụ cho học tập, giảng dạy và nghiên cứu được trang bị đầy đủ và hiện đại.

## Ban Giám đốc

### Giám đốc:
- NGƯT. PGS. TS. Trần Trọng Nguyên.

### Phó Giám đốc:
- TS. Nguyễn Thế Vinh
- ThS. Nguyễn Thị Hạnh Vân
- TS. Nguyễn Thế Hùng
- ThS. Ngô Văn Giang

## Cơ cấu tổ chức

### Đơn vị đào tạo trực thuộc (11)
- Viện Đào tạo Quốc tế (Bộ môn Kinh tế tài chính, Văn phòng viện)
- Viện Chính sách công (Bộ môn Quản lý công, Ban Nghiên cứu chính sách.
- Khoa Luật Kinh tế (Bộ môn Pháp luật cơ sở và liên ngành, Bộ môn Pháp luật chuyên ngành)
- Khoa Kinh tế quốc tế (Bộ môn Kinh tế đối ngoại, Bộ môn Thương mại quốc tế và Logistics)
- Khoa Tài chính - Ngân hàng (Bộ môn Tài chính, Bộ môn Tiền tệ - Ngân hàng)
- Khoa Kinh tế (Bộ môn Đấu thầu, Bộ môn Đầu tư)
- Khoa Kinh tế số (Bộ môn Công nghệ và kinh doanh số, Bộ môn Toán kinh tế)
- Khoa Kế toán - Kiểm toán.
- Khoa Quản trị Kinh doanh (Bộ môn Quản trị kinh doanh, Bộ môn Marketing)
- Khoa Cơ bản (Bộ môn Ngoại ngữ, Bộ môn Lý luận chính trị, Bộ môn Giáo dục thể chất và Quốc phòng)
- Khoa Kinh tế phát triển.

### Khối văn phòng (06)
- Phòng Tổ chức - Hành chính.
- Phòng Quản lý đào tạo.
- Phòng Kế hoạch - Tài chính.
- Phòng Quản lý khoa học và hợp tác.
- Phòng Chính trị và Công tác sinh viên.
- Phòng Khảo thí và Đảm bảo chất lượng giáo dục.

### Khối trung tâm (03)
- Trung tâm Thông tin - Thư viện và Truyền thông.
- Trung tâm Bồi dưỡng và Tư vấn phát triển.
- Trung tâm Hỗ trợ đào tạo.

## Sứ mệnh - Tầm nhìn - Giá trị cốt lõi

### Sứ mệnh
Đào tạo nguồn nhân lực chất lượng cao bậc đại học, thạc sỹ, tiến sỹ về chính sách công kinh tế và quản lý, có tư duy năng động sáng tạo, đủ năng lực làm việc trong nước và quốc tế, nghiên cứu bồi dưỡng tư vấn và phản biện chính sách.

### Tầm nhìn
Đến năm 2020, Học viện trở thành trường đại học theo định hướng nghiên cứu, đạt các chuẩn quốc gia về chất lượng, nằm trong nhóm các trường đại học có uy tín thuộc khối ngành kinh tế và quản lý ở Việt Nam.
Đến năm 2030, Học viện trở thành trường đại học theo định hướng nghiên cứu nằm trong nhóm các trường đại học hàng đầu về kinh tế và quản lý ở Việt Nam, có uy tín trong khu vực Đông Nam Á; trở thành trung tâm nghiên cứu có uy tín trong nước và trong khu vực.

### Giá trị cốt lõi
"Chất lượng, Phát triển bền vững và Hội nhập quốc tế".

## Kiểm định
Học viện đã được công nhận đạt tiêu chuẩn chất lượng giáo dục của Bộ Giáo dục và Đào tạo và 03 ngành đào tạo đại học đạt chuẩn kiểm định chất lượng.

## Đào tạo

### Hệ đại trà
Hiện tại, Học viện có 10 ngành và 19 chuyên ngành đào tạo hệ đại trà:
1. Ngành Kinh tế: Chuyên ngành Đầu tư; Chuyên ngành Kinh tế và Quản lý công, Chuyên ngành Đấu thầu và quản lý dự án.
2. Ngành Kinh tế quốc tế: Chuyên ngành Kinh tế đối ngoại; Chuyên ngành Thương mại quốc tế và Logistics.[2]
3. Ngành Kinh tế phát triển: Chuyên ngành Kinh tế phát triển; Chuyên ngành Kế hoạch phát triển; Chuyên ngành Kinh tế hợp tác.
4. Ngành Quản trị kinh doanh: Chuyên ngành Quản trị doanh nghiệp; Chuyên ngành Quản trị Marketing, Chuyên ngành Quản trị kinh doanh du lịch.
5. Ngành Tài chính - Ngân hàng: Chuyên ngành Tài chính; Chuyên ngành Ngân hàng, Chuyên ngành Thẩm định giá.
6. Ngành Quản lý Nhà Nước: Chuyên ngành Quản lý Hành chính công.
7. Ngành Luật Kinh tế: Chuyên ngành Luật Đầu tư - Kinh doanh.
8. Ngành Kế toán: Chuyên ngành Kế toán - Kiểm toán.
9. Ngành Kinh tế số: Chuyên ngành phân tích dữ liệu lớn trong Kinh tế và Kinh doanh (Big data); Chuyên ngành Kinh tế và Kinh doanh số.
10. Ngành Ngôn ngữ Anh: Chuyên ngành Tiếng Anh kinh tế và kinh doanh

### Chương trình chuẩn quốc tế
Có 2 ngành và 3 chuyên ngành đào tạo chuẩn quốc tế:
1. Ngành Kinh tế quốc tế: Chuyên ngành Kinh tế đối ngoại.
2. Ngành Tài chính – Ngân hàng: Chuyên ngành Tài chính; Chuyên ngành Đầu tư.

### Sau đại học

#### Thạc sĩ (05)
1. Chính sách công.
2. Tài chính – Ngân hàng.
3. Kinh tế quốc tế.
4. Quy hoạch phát triển.
5. Quản trị kinh doanh.

## Cơ sở vật chất
Với cơ sở vật chất kỹ thuật, trang thiết bị hiện đại, hạ tầng công nghệ thông tin, truyền thông, học liệu và những điều kiện vật chất, thiết bị khác đảm bảo chất lượng sẽ thỏa mãn đầy đủ nhu cầu về môi trường học tập, nghiên cứu, sinh hoạt của giảng viên và sinh viên.

## Hợp tác đào tạo
Trong xu thế hội nhập quốc tế, Học viện đang triển khai nhiều chương trình hợp tác với các tổ chức quốc tế như: Đại học Indiana, Đại học Purdure, Đại học Portland, Đại học tổng hợp bang California (Hoa Kỳ), Đại học Middlesex, Đại học Loughborough, Học viện Ngoại giao London (Vương quốc Anh); Đại học Quốc tế Nhật Bản - IUJ, Viện Nghiên cứu chính sách công GRIPS (Nhật Bản); Đại học Nantes, Đại học Rennes 1; Đại học Rouen, Đại học Pantheon – Sorbonne, Trường ENA (Pháp); Đại học Southern Cross (Úc); Đại học tổng hợp Rome 2 (Ý), Học viện Anh ngữ EV (Philippines); Đại học Lausanse (Thụy Sỹ); Đại học Messi (Nga), Đại học UTA (Phần Lan); Đại học Quốc gia Seoul (Hàn Quốc); Trường Chính sách công Lý Quang Diệu (Singapore)…các tổ chức quốc tế như: KOICA, USAID, Đại sứ Hoa Kỳ tại Việt Nam, Ngân hàng Thế giới,…